# Léon Verhelst
Léon Constantin Joseph Verhelst (Diksmuide, 20 februari 1872 - Brussel, 18 november 1955) was een Belgisch brouwer en hoogleraar aan de Katholieke Universiteit Leuven. Hij was ruim 50 jaar actief bij Brouwerij Artois.

## Biografie
Léon Verhelst groeide op in Diksmuide, waar zijn vader een brouwerij had, Het Gouden Kruis genaamd. Van 1888 tot 1891 studeerde hij voor ingenieur-brouwer aan de Brouwerijschool van de Katholieke Universiteit Leuven. Hij verbleef korte tijd in het buitenland en werkte zes jaar voor Brouwerij Rodenbach in Roeselare. In 1897 verliet hij Rodenbach en werd hij assistent van Jules Vuylsteke, directeur van de Brouwerijschool. Een jaar later huwde Verhelst diens nicht, Marie Nolfs, en werd hij hoogleraar aan de Leuvense universiteit.
In 1898 kwam hij aan het hoofd van Brouwerij Artois te staan. Hij was de eerste onafhankelijke voorzitter van de brouwerij. Bij het uitbreken van de Eerste Wereldoorlog in 1914 sloeg hij op de vlucht. Pas in 1919 keerde Verhelst als hoogleraar en voorzitter terug. In 1926 lanceerde hij het biermerk Stella Artois. Tijdens de Tweede Wereldoorlog verleende hij hulp aan de families van de werknemers van de brouwerij en ondersteunde hij de gemobiliseerde werknemers financieel. Ook mobiliseerde hij zijn collega-brouwers om de wederopbouw van Leuven te financieren na de bombardementen in april en mei 1944, die schade toebrachten aan de brouwerij en aan de huizen van haar werknemers. Verhelst bleef voorzitter van de raad van bestuur tot zijn overlijden in 1955. Raymond Boon-Falleur volgde hem op.
In 1949 richtte Verhelst het Fonds Voorzitter Verhelst op, een fonds waar personeelsleden van het bedrijf op kunnen terugvallen voor medische kosten en studiekosten. Het kapitaal is een significant aandelenpakket gebleven binnen de fusiebrouwerij AB-InBev.